# Diemelwasserverband
Der Diemelwasserverband ist ein Wasser- und Bodenverband zur Regelung der Wasserwirtschaft und der Erhaltung eines ordnungsmäßigen Zustand der Diemel, soweit sie im Gebiet von Nordrhein-Westfalen verläuft. Die Gründung des Zweckverbands war am 4. Oktober 1954 und sein Verbandssitz ist in der Hansestadt Warburg.
Durch die Landesgrenze zwischen Hessen und NRW endet das Verbandsgebiet dort. Die größtenteils in Hessen verlaufende Diemel wird durch den Hessischen Wasserverband Diemel unterhalten. Die direkt auf der Landesgrenze liegende Diemeltalsperre gehört bzgl. der Unterhaltspflicht der Wasserstraßen- und Schifffahrtsverwaltung des Bundes und dient zusammen mit der Edertalsperre der Wasserversorgung des Mittellandkanals.

## Verbandsgebiet und Aufgaben
Das Verbandsgebiet erstreckt sich nur auf den rund 30 Kilometer langen Mittellauf der Diemel zwischen Westheim und Dalheim. In diesem Gebiet hat der Verband die Aufgabe, den Fluss zu unterhalten und soweit erforderlich auszubauen, um Grundstücke vor Hochwasser zu schützen. Eine besondere Aufgabe ist die Wiederherstellung eines naturnahen Zustandes und die Regelung des Hochwasserabflusses. Dazu gehören regelmäßige Unterhaltungstätigkeiten und die Erhaltung der Hochwasserschutzanlagen mit Sicherung der Deiche.